# Bitten. La notte dei lupi
Bitten. La notte dei lupi è il primo romanzo della saga Women of the Otherworld frutto della mente dell'autrice canadese Kelley Armstrong. Pubblicato nel 2001 in America, in Italia è uscito il 4 giugno 2010 dalla casa editrice Fazi Editore.

## Trama
Elena Michaels vive a Toronto e sembrerebbe una normale donna di successo nel mondo del giornalismo ma, è anche l'unica donna al mondo ad essere un licantropo. Dopo che il suo ragazzo Clay l'ha trasformata per amore, Elena ha vissuto per anni a Stoneheaven nella villa-quartier generale del suo clan con Clay e Jeremy: l'Alpha del branco. Desiderosa di una vita comune lascia il branco, Clay compreso, e si trasferisce a Toronto dove intraprende la carriera di giornalismo e si fidanza con Philip, ignaro del segreto di Elena e del suo vero passato. Tutto procede al meglio, fino a che Jeremy le lascia un messaggio nella segreteria telefonica dicendole di richiamarlo perché che si trattava di una cosa urgente. Non riuscendo a contattare Jeremy, Elena è preoccupata quindi si reca a Stoneheaven dove si riavvicina a Clay e si radunano tutti i licantropi del suo clan poiché un altro clan li vuole sterminare. Elena capisce di dover rimanere ad aiutare la sua vera famiglia e di amare ancora Clay nonostante si fosse convinta di odiarlo per averla trasformata.

## Personaggi

### Branco di Jeremy
Jeremy Danvers è il licantropo Alpha del branco, possiede delle capacità psichiche per contattare altri membri del suo clan; è lui che si occupa di curare i suoi licantropi quando si feriscono.
Elena Michaels è l'unica donna ad essere sopravvissuta alla trasformazione per diventare un licantropo. I suoi genitori morirono in un incidente stradale quando lei era ancora una bambina, una amica di famiglia voleva adottare Elena ma purtroppo non ne aveva i mezzi quindi, da allora ha vissuto in molte famiglie in affido dove, a causa del suo bellissimo aspetto, subiva degli abusi. Decisa a lasciarsi il passato alle spalle frequenta l'università ed è li che incontra Clayton, un suo professore che diventerà il suo vero amore e colui che la trasformerà in lupo.
Clayton Danvers è divenuto licantropo quando era ancora un bambino: attorno ai 5 anni, per questo ha dei modi un po' più da lupo che da umano; da quando si è trasformato, Jeremy si è preso cura di lui, per questo è suo figlio adottivo e anche guardia del corpo. È sempre stato innamorato di Elena e, anche quando lei se ne era andata, lui tutte le sere la aspettava davanti a casa perché voleva esserci quando sarebbe tornata.
Antonio Sorrentino è un licantropo ereditario e migliore amico di Jeremy.
Nicholas Sorrentino è il figlio di Antonio perciò è anche lui un licantropo ereditario. È il migliore amico di Clayton.
Logan Jonsen è un licantropo ereditario e migliore amico di Elena infatti, quando lei si è separata dal branco aveva contatti solo con lui dal momento che lo considerava anche come un fratello. Aveva una vita al di fuori del clan: era avvocato di professione e viene ucciso dal licantropo nemico Thomas LeBlanc mentre stava raggiungendo Stoneheaven.
Peter Myers è anche lui un licantropo ereditario e amico di Elena. Come Logan ed Elena viveva una vita pressoché comune, lavorava come tecnico del suono per le band in tour. È stato salvato da Jeremy dopo che aveva accidentalmente ucciso due donne; è stato ucciso da Matt LeBlanc.

### Branco nemico
Karl Marsten è un licantropo ereditario ed un ricco ladro professionista, da inizio alla battaglia contro il Clan di Jeremy per ottenere del territorio su cui avere la supremazia.
Daniel Santos è un lupo ereditario ex membro del branco di Jeremy: dopo che Clay uccise suo fratello Stefano, lui se ne andò dal branco e, da allora odia profondamente Clay ed è desideroso di vendetta. Vuole Elena per creare un branco di licantropi puri che abbiano ereditato il gene da entrambi i genitori. Ritenuto folle viene ucciso da Thomas LeBlanc.
Zachary Cain è un licantropo ereditario dall'aspetto imponente, è un combattente eccellente, ma non molto intelligente. Dopo essere stato rapito e poi interrogato da Elena e Clayton, viene ucciso da Clayton.
Thomas LeBlanc era un assassino seriale anche da umano, viene trasformato da Daniel Santos e ucciso da Elena.
Jimmy Koenig era un licantropo ereditario nipote di Billy Koenig, è stato ucciso da Clayton.
Scott Brandon anche lui era un assassino seriale da umano, è stato trasformato da Karl Marsten per queste sue attitudini e viene ucciso dalla polizia.
Victor Olson era un pedofilo trasformato da Zachary Cain, viene ucciso da Elena.

### Umani
Philip Madden è il fidanzato di Elena nonché direttore pubblicitario. Lui vorrebbe sposarsi con Elena ma, quando scopre la verità su Elena capisce che lei appartiene ad un altro mondo e la lascia andare.
Anne è la madre di Philip, Judith e Diane.
Larry è il marito di Anne e padre di Philip, Judith e Diane.
Diane è la sorella di Philip.
Ken è il marito di Diane.
Judith è la sorella maggiore di Philip, vive nel Regno Unito.

## I licantropi secondoWomen of the Otherworld
Nella serie “Women of the Otherworld” la trasformazione in licantropi è molto dolorosa con il risultato di diventare lupi molto grandi. I licantropi originari sono coloro che hanno ereditato il gene dal padre licantropo, appena nati vengono separati dalla madre al fine di essere cresciuti esclusivamente dal padre. I licantropi hanno bisogno di trasformarsi regolarmente, possono farlo quando lo desiderano indipendentemente dalle fasi lunari anche se, in un momento di grande paura per la sua incolumità Elena inizia a trasformarsi pur non volendo e, prova a fermarsi ma non ne è in grado. Con il tempo i licantropi riescono a trasformare anche solo una parte del loro corpo e, possono essere uccisi da qualsiasi cosa possa uccidere un essere umano. Invecchiano più lentamente dagli umani, ad esempio Antonio e Nick Sorrentino hanno 17 anni di differenza ma sembrano fratelli. I licantropi in forma umana hanno reazioni istintive e mantengono acuti i sensi dell'udito e dell'olfatto invece, quando si trasformano, mantengono la loro intelligenza. In entrambe le forme hanno una forza e riflessi maggiori di qualsiasi altro umano o normale lupo inoltre, possono guarire molto rapidamente. I licantropi ereditari acquisiscono queste capacità gradualmente seguendo la pubertà, la prima trasformazione è attorno ai 20 anni; i licantropi non ereditari iniziano a trasformarsi poco dopo il morso ma non tutti sono in grado di sopravvivere a tale processo.

## Versione cinematografica
L'autrice ha affermato che i diritti appartengono ad una casa di produzione canadese, allo scopo di girare una serie televisiva con Angelina Jolie nel ruolo di Elena. Dato che la Warner Bros. ha però acquistato i diritti tempo fa, si pensa che il progetto sia stato accantonato.
Nel Gennaio 2014 sul canale americano Syfy ha debuttato la serie televisiva Bitten.